# Schefflera longifructescens
Schefflera longifructescens är en araliaväxtart som beskrevs av Adolph Daniel Edward Elmer. Schefflera longifructescens ingår i släktet Schefflera och familjen araliaväxter.
Artens utbredningsområde är Filippinerna. Inga underarter finns listade.